# Hannah Kepple
Hannah Kepple (* 20. November 2000 in Asheville, North Carolina) ist eine US-amerikanische Schauspielerin und Produzentin, die vor allem für ihre Rolle als Moon in der Netflix-Serie Cobra Kai bekannt ist.

## Leben und Karriere

### Frühe Jahre
Hannah Kepple wurde im Jahr 2000 in Asheville, North Carolina als Tochter von Julie und Rich Kepple geboren. Sie hat einen Bruder namens Ben und eine Schwester namens Ella. Sie besuchte die Reynolds High School in Asheville und studierte später am College.

### Karriere
Ihren ersten Schauspielauftritt hatte sie bereits 2014 in einer Folge der Fernsehserie Dein schlimmster Albtraum, in der sie die Rolle der Kristy Ray übernahm.
Im Jahr 2018 begann Kepple in der Netflix-Serie Cobra Kai als Moon, eine Schülerin und Karatekämpferin, aufzutreten. Moon ist eine Freundin von Tory Nichols und gehört zu den Schülern, die zunächst von Cobra Kai beeinflusst werden. Bis 2025 war sie in insgesamt 24 Folgen zu sehen.
Außerdem hat sie noch an einigen weiteren Film- und Fernsehproduktion mitgearbeitet, unter anderem 2021 in einer Folge der Fernsehserie Just Beyond, 2022 in dem Film The Class und 2025 in dem Film Marked Men.
Neben ihrer Schauspielerkarriere ist Kepple auch als Produzentin tätig.

## Filmografie
- 2014: Dein schlimmster Albtraum (Fernsehserie, 1 Folge)
- 2018–2025: Cobra Kai (Fernsehserie, 24 Folgen)
- 2021: Tell Me Your Secrets (Fernsehserie, 1 Folge)
- 2021: Creepshow (Fernsehserie, 1 Folge)
- 2021: Just Beyond (Fernsehserie, 1 Folge)
- 2022: The Class
- 2025: Marked Men
- 2025: Dizzy (Kurzfilm)